# Claude Andrieux
Claude Andrieux est un réalisateur français né en 1956 à Grenoble .
Il réalise des films pour la télévision et le cinéma, couronnés par des prix remportés en festival pour ses films documentaires  et ses courts métrages.

## Carrière
Claude Andrieux est auteur et réalisateur de documentaires depuis 1984 pour la télévision. Son premier documentaire pour la télévision, réalisée en Himalaya et dans le Karakorum pakistanais. Suit La Montagne à la folie. Il suit avec sa caméra cinq schizophrènes, internés à Charleville-Mézières, qui vont, pour leurs vacances, choisir un séjour à la montagne. Ce document obtiendra plus d'une dizaine de récompenses en festival à travers l’Europe, La Bérarde en hiver (Seul, 1989), Tignards (Tignes la vallée condamnée, 1990), La Zone de la mort, 1996), Gens de la Meije, 1997. 
Il décide ensuite d’écrire et de mettre en scène pour le cinéma tout en continuant en parallèle son travail de réalisateur de documentaire pour la télévision.
Il produit depuis 1997 au sein la société Nomade Productions des films documentaires d'autres réalisateurs et des captations vidéo de spectacles vivants (concert de jazz et de musique classique pour la chaîne Mezzo notamment). iIl produit en 2017 pour ARTE et Ushuaia TV le documentaire Octobre Blanc du réalisateur  Christophe Raylat, avec l'écrivain Sylvain Tesson en expédition dans les montagnes du Tadjikistan. En  2018, toujours pour ARTE, il produit le documentaire Oural à la poursuite de l'automne avec l'écrivain Cedric Gras . 
En parallèle, il développe des projets pour le cinéma et réalise son premier long métrage cinéma Les éléphants perdus, l'histoire de deux hommes que tout oppose traversant l'Islande pour être auditionnés par la chanteuse Björk. Ce film, tourné en 18 jours et sans casting important a obtenu le Zénith de bronze au festival des Films du monde de Montréal et s'est distingué au FairHope Film Festival aux Etats-Unis.

## Principaux documentaires réalisés
Documentaires
- 2014 : Les mystères du Vol 101 (nomade productions / France 3) évoquant l'opération Chabert[5].
- 2012 : Lacs sentinelles (nomade productions / Ushuaia TV)
- 2011 : Alpes, les sentinelles du paysage (nomade productions / Ushuaia TV) en coréalisation avec Laurent Lutaud
- 2007 : Le refuge de l'aigle, “Chronique d’en haut” sur France 3[6].
- 2007 : Le Dernier Phare (nomade productions / France 3)
- 2004 : Le Retour du béton (nomade productions / France 3)
- 2003 : Les Yeux au ciel (nomade productions / France 3)
- 2002 : Le Pas de chèvre (nomade productions / France 3)
- 2001 : La Montagne interdite ? (nomade productions / France 3)
- 2001 : La Révolution surf (nomade productions / Arte)
- 2000 : Avalanche, la peur blanche (nomade productions / France 2, Envoyé spécial)
- 2000 : Le Téléphérique (nomade productions / France 3)
- 1999 : Loup, le grand retour (France 2 Envoyé Spécial)[7].
- 1999 : Freeride, les risques du plaisir (nomade productions / France 3)
- 1997 : Gens de la Meije (France 3)
- 1996 : La Zone de la mort (MC4 / France 3)
- 1996 : Les Pinceaux de flore (Media vidéo compagnie / Canal +)
- 1996 : Les Cheminots oubliés (C. Productions Chromatiques / France 3)
- 1995 : Vies de famille (France 3)
- 1995 : Au pays des marionnettes et autres petites souris (C. Productions Chromatiques, France 3)
- 1994 : Seul (France 3)
- 1993 : Sherpani (C. Productions Chromatiques, France 3)
- 1993 : Sir Hillary, l'autre conquête (France 3)
- 1991 : Le Long Silence (C. Productions Chromatiques)
- 1990 : Kukuzka (France 3)
- 1990 : Tignes la vallée condamnée (France 3 / 1990 en coréalisation avec Jacques Mouriquand)
- 1990 : Les Compagnons du vide (France 3 en coréalisation avec Gilles Chappaz)
- 1990 : Les Sentinelles du volcan (C. Productions Chromatiques / Canal+)
- 1989 : Portrait de chasseur avec chamois (France 3)
- 1989 : Correspondances écossaises (C. Productions Chromatiques, France 3, TSR)
- 1988 : La Montagne à la folie (France 3, en coréalisation avec Dominique Sanfourche)
- 1987 : Muriel contre l'Himalaya (C. Productions Chromatiques, Canal +)

Documentaire primés en festival
- Les éléphants perdus : label "Art et Essai" en 2019[8].
- La Zone de la mort : Prix spécial du Festival International d'Autrans, Gentiane d'or Festival International de Trento (Italie) en 1997[9]
- Sherpani : Prix UIAA du Festival international des Diablerets (Suisse)
- Le Long Silence : Prix Diable d’or du Festival international des Diablerets  (Suisse)
- Tignes, la vallée condamnée : Prix spécial du Festival international des Diablerets  (Suisse)
- Portrait de chasseur avec chamois : 1er prix du Festival international de La Motte Beuvron
- Correspondances écossaises : Diable d’or du Festival international des Diablerets  (Suisse), Prix Neige et Glace du Festival International d’Autrans,  Grand prix du Festival International d’Antibes,  1er prix du meilleur scénario au Festival de Torino1990 (Espagne) , Grand prix du festival International du film de vacances de St Agnan
- La Montagne à la folie : 1er prix du 13ème Festival international de Lorquin, Prix spécial du festival de Clichy, Prix Jeunesse et Sports du Festival International d’Autrans, Prix Information Actualité du Festival International d’Antibes, Mention spéciale du Festival International de La Plagne,  Prix spécial du Festival international de Katowice  (Pologne)

Courts métrages primés en festival
- Des pieds et des mains : Mention Spéciale au festival international de Grenoble, Sélectionné à Clermont-Ferrand, Brest, Chateauroux, Limoges, Rennes,   et à Tempéré (Finlande), Montréal (Canada), Bruxelles, ainsi qu'en Allemagne, Espagne, Italie, Suisse. A obtenu la Prime à la Qualité du Centre National Cinématographique (CNC)[10].
- Le Lac : Sélectionné à Clermont-Ferrand, Prix “Coup de cœur” du festival international d’Autrans, Prix de la fiction au festival international de Briançon, Prix “Coup de cœur” du  festival Tout court de Lille, Prix du public du festival Côté court de Seine saint Denis-Pantin[11].
- La Maison Bourgenew : Prix “Coup de cœur” du Festival international d’Autrans,  Prix spécial du Festival international de Torello (Espagne), Prix Grain d’or du Festival International des Diablerets,  (Suisse) Diable d’or (catégorie scénario) FIFAD,  Gentiane d’Argent du Festival international de Trento (Italie)[12].
- Ben... La mouche, de J.P. Thaens, coscénariste. Présélectionné aux Césars 1989 Catégorie films courts
- Grenoble avant midi (en coréalisation) : 1er prix du festival de Tours